# U-486
Unterseeboot 486 foi um submarino alemão do Tipo VIIC, pertencente a Kriegsmarine que atuou durante a Segunda Guerra Mundial.

## Comandantes
| Comandante          | Data                                      |
| ------------------- | ----------------------------------------- |
| Oblt. Gerhard Meyer | 22 de março de 1944 - 12 de abril de 1945 |

## Subordinação
Durante o seu tempo de serviço, esteve subordinado às seguintes flotilhas:
| Período                                     | Flotilha                                   |
| ------------------------------------------- | ------------------------------------------ |
| 22 de março de 1944 - 31 de outubro de 1944 | 5. Unterseebootsflottille (treinamento)    |
| 1 de novembro de 1944 - 12 de abril de 1945 | 11. Unterseebootsflottille (serviço ativo) |